# Disturbios de la Noche White
Se conoce como los disturbios de la Noche White (en inglés: White Night Riots) a una serie de disturbios ocurridos a raíz de la sentencia impuesta a Dan White por el asesinato del alcalde de San Francisco, George Moscone y de Harvey Milk, un concejal abiertamente gay de la misma ciudad. White, un expolicía, exbombero y también exconcejal fue declarado culpable de "homicidio por emoción violenta" (voluntary manslaughter en inglés) y condenado a siete años de prisión, en lugar de ser condenado por "asesinato en primer grado" (first degree murder) que hubiera significado una pena de al menos 25 años pudiendo llegar a cadena perpetua o inclusive hasta pena de muerte. 
El fallo fue considerado injusto por gran parte de la comunidad gay de la ciudad y demasiado "benévolo" para tratarse de un delito premeditado y con dos víctimas fatales. Las protestas comenzaron el 21 de mayo de 1979, la víspera del que hubiera sido el cumpleaños 49 de Harvey Milk. Todo se inició con una marcha pacífica desde el distrito de El Castro, uno de los primeros distritos gay de los Estados Unidos, hasta el ayuntamiento. Sobre las 8:00 p. m. una cantidad considerable de gente se había reunido frente al ayuntamiento. De acuerdo con el documental Los tiempos de Harvey Milk, la multitud comenzó a gritar a la policía pidiendo justicia. 
La mayor parte de los manifestantes se comportaron de forma pacífica, pero otros detuvieron el tráfico, atacaron a los agentes de policía, a los que sobrepasaban en número y causaron daños materiales destrozando escaparates, ventanillas de coches, ventanas y puertas de cristal y quemando doce coches patrulla de la policía municipal. La alcaldesa Dianne Feinstein se dirigió a la multitud para intentar calmar la frustración causada por la decisión del juez de condenar a White a solo 7 años de prisión por el doble asesinato.
La comunidad LGBT de San Francisco venía sufriendo un largo conflicto con el Departamento de Policía de la ciudad y el estatus de White como expolicía, intensificó la ira de la comunidad contra dicho departamento policial. Al inicio, todo había comenzado como una marcha pacífica a través de las calles del Distrito Castro pero a la llegada de la multitud al Ayuntamiento, se desató un comportamiento violento. Los hechos causaron cientos de miles de dólares en daños al Ayuntamiento de la ciudad y al área circundante, así como lesiones a agentes de la policía y a manifestantes.
Varias horas después de que los disturbios cesasen, la policía hizo una incursión de represalia en el bar gay Elephant Walk, situado en el distrito Castro de San Francisco. Muchos ciudadanos fueron golpeados por la policía. Se realizaron dos docenas de arrestos durante la incursión, y varias denuncias se presentaron más tarde contra el Departamento de Policía de San Francisco.
En los días posteriores, destacados miembros de la comunidad LGTB se negaron a disculparse por los acontecimientos de esa noche reiterando su enojo hacia la sentencia del jurado, tachada de injusta por favorecer a White y evitarle una condena mayor. Esta demostración de fuerza de la comunidad gay condujo a que obtuvieran un mayor poder político, que culminó en la reelección de la alcaldesa Dianne Feinstein. En noviembre siguiente, en respuesta a una promesa de campaña, Feinstein había nombrado un  jefe de la policía pro-gay, que aumentó la contratación de personas gay en las fuerzas de policía y alivió las tensiones.

## Antecedentes

### Historia Gay de San Francisco
Los colonos americanos que se mudaron hacia California en los siglos XVIII y XIX fueron en gran parte hombres: buscadores de oro y mineros. Hechos tales como "la fiebre del oro de California", entre otros, crean una sociedad ampliamente masculina en esa región. Las relaciones más que amistosas eran comunes y a menudo toleradas.
En San Francisco la proporción de población masculina frente a la femenina, siguió siendo desproporcionadamente alta, lo que motiva el crecimiento de una cultura con una mentalidad más abierta hacia la homosexualidad. El tristemente célebre burdel "Barbary Coast" (costa bárbara), hizo que la ciudad se ganase una reputación como anárquica y amoral. San Francisco recibió el apodo de "la Sodoma del mar".
El final de la "Ley seca", en 1933, promovió la apertura de varios bares gays a lo largo de la costa norte. Los más notables eran "Black Cat" (donde espectáculos de travestismo eran el reclamo principal) y Mona's (una bar exclusivo para mujeres).
Según Morgan Spurlock, quien filmó Hombre heterosexual en un mundo homosexual, en un episodio de su documental del año 2005 30 días 30 días, la Armada de Estados Unidos envió a San Francisco a miles de hombres de condición homosexual durante la Segunda Guerra Mundial tras ser descartados por su condición sexual. Muchos se establecieron en Castro y fue así que comenzó la influencia de la comunidad homosexual en ese lugar.

### Activismo homosexual en San Francisco
Durante la Segunda Guerra Mundial, San Francisco se convirtió en el punto de concentración principal para los soldados destinados en el Pacífico. El ejército estadounidense, que estaba preocupado por la homosexualidad masculina en sus filas, tenía una política de despedir a los soldados que fueran pillados en locales para homosexuales. Muchos de estos hombres cayeron en el ostracismo. Muchos de estos hombres, ante el ostracismo de sus comunidades, permanecieron en la ciudad. El número de hombres que quedaba era un factor importante en la creación de una comunidad homosexual de San Francisco.
En 1951, la Corte Suprema de California ratificó en "Stoumen contra Reilly" (37 Cal.2d 713) el derecho de los homosexuales a reunirse pacíficamente, sentencia que enfureció al Departamento de Policía. Para ayudar a los homosexuales con problemas legales, en 1951 el activista sindical Harry Hay creó la Sociedad Mattachine en Los Ángeles. Unos años más tarde, Phyllis Lyon y Del Martin fundaron "The Daughters of Bilitis" con otras seis mujeres en San Francisco, inicialmente para tener un lugar para socializar sin temor de acoso o detención. En unos pocos años, ambas organizaciones compartieron sinergías y crecieron por un fin común: ayudar a asimilar a los homosexuales en la sociedad en general, trabajando para que una reforma jurídica que derogue las leyes de sodomía y a asistir a aquellos que fueron arrestados. Ambos grupos tuvieron sede en San Francisco por el año 1957.
La policía continuó deteniendo a gran número de homosexuales; por rutina acudían con furgones a hacer redadas a bares gays. Los detenidos eran normalmente puestos en libertad, pero a menudo perdían su anonimato cuando la prensa publicaba sus nombres, lugar de residencia y lugar de trabajo. Los oficiales, también notificaban a la familia y jefes de los acusados, causando graves daños en su reputación.
En 1964, se celebró un acto benéfico de fin de año en beneficio del "Consejo sobre la religión y la homosexualidad". La policía aguardaba fuera con grandes focos y, en un esfuerzo para intimidar a los asistentes, tomó fotografías de cualquier persona que entraba en el edificio. Más tarde, varios oficiales exigieron que se les dejase entrar. Tres abogados les explicaron que, en virtud de la ley de California, el evento era una fiesta privada y que no podían entrar a menos que compran la correspondiente entrada. A continuación, arrestaron a los abogados. A la mañana siguiente, varios de los organizadores celebraron una rueda de prensa, comparando al Departamento de Policía de San Francisco con la Gestapo. Incluso, el arzobispo católico condenó enérgicamente las acciones de la policía. En un intento para reducir tal acoso, dos oficiales fueron encargados de mejorar la relación del departamento de policía con la comunidad homosexual.
La Mattachine Society y la Daughters of Bilitis promovieron la educación no conflictiva para homosexuales y heterosexuales, con la esperanza de demostrar que los homosexuales eran personas normales y respetables. La forma de vida más allá de la mayoritariamente clase media blanca, era una comunidad activa de travestis; chaperos y "reinas de la calle" que se desarrollaba principalmente en el distrito de Tenderloin de la ciudad. Después de haberles sido negada la atención en la cafetería de Gene Compton, unos cuantos activistas protestaron en el restaurante en 1966. Unos días más tarde, por la mañana temprano, la policía llegó a la cafetería para arrestar a clientes travestidos. Se produjo un motín cuando una drag queen arrojó el contenido de una taza de café en la cara de un oficial de policía en respuesta a que este le estaba agarrando del brazo. Vasos, platos y ventanas se rompieron en la refriega, aunque pocos días después ya habían sido reemplazados. A pesar de que los disturbios de Stonewall se producirían tres años después y que tendrían un impacto mucho más significativo, los disturbios de la cafetería Compton's fueron los primeros en la historia de Estados Unidos donde la nueva comunidad de homosexuales y transexuales se defendió contra los abusos de la autoridad.

### Influencia política
San Francisco siguió creciendo como un paraíso para los homosexuales. North Beach y Polk Street habían sido barrios tranquilos cada uno con una gran población homosexual, pero en la década de 1960 el crecimiento del distrito El Castro superó a cualquiera de ellos. Miles de hombres gay emigraron a San Francisco, convirtiendo el tranquilo estilo de vida irlandés predominante en el barrio en un centro bullicioso de actividad. En 1972, el neoyorquino Harvey Milk se mudó a la Calle Castro, y abrió el local Castro Cámara al año siguiente. Insatisfecho con el nivel de apatía burocrática y la indiferencia hacia la comunidad gay, Milk decidió postularse para supervisor (concejal) de la ciudad. A través de sus varias campañas se convirtió en la voz política de la comunidad gay, promocionándose a sí mismo como el "Alcalde de la Calle Castro". En 1977, el 25 por ciento de la población de San Francisco era homosexual.
El Día del Trabajo de 1974, las tensiones entre la comunidad gay y la policía de San Francisco llegó a lo más alto cuando un hombre fue golpeado y detenido mientras caminaba por la calle de Castro. Refuerzos de la policía aparecieron de repente en la calle con sus números de placas ocultas, y golpearon a docenas de hombres homosexuales. Catorce de ellos fueron arrestados y acusados de obstaculizar la acera. Harvey Milk los denominó "Los 14 del Castro", y se presentó una demanda de 1,375 millones dólares contra la policía [12].
En 1975, después de que George Moscone fuera elegido alcalde, este nombró a Charles Gain como su Jefe de Policía. Gain, cuya posición conciliadora con respecto a los afroamericanos lo llevó a ser calificado como uno de los funcionarios de policía más liberales del país, pronto se ganaría la ira de la fuerza policial. Gain implantó prácticas que resultaron impopulares entre su personal, tales como el pintar los vehículos de policía en color "azul polvo", y prohibir a los funcionarios de policía el tomar bebidas alcohólicas en el trabajo. Su política de tolerancia hacia los homosexuales también enfureció al resto de la policía. Cuando se le preguntó qué haría si un oficial de policía gay saliera del armario, Gain respondió: "Ciertamente creo que un policía gay podría estar bajo mi mando. Si hubiera un policía gay que saliera del armario, yo lo apoyaría al cien por cien ". Esta declaración tuvo repercusiones a través del departamento de policía, y en los titulares de periódicos de tirada nacional. Dichas declaraciones fueron hechas durante la primera semana de la tenencia en el puesto de Gain, e hicieron al alcalde Moscone muy impopular entre el cuerpo de policía Los dos eran tan intensamente detestados por la policía al punto de que en 1977 circularon rumores acerca de que se urdía un plan por parte del ala derecha de la policía para asesinar a Gain, un año más tarde, comenzaron a circular esos mismos rumores, esta vez, para asesinar al propio alcalde Al ser informado de esta amenaza, Moscone contrató a un guardaespaldas.

### Asesinatos

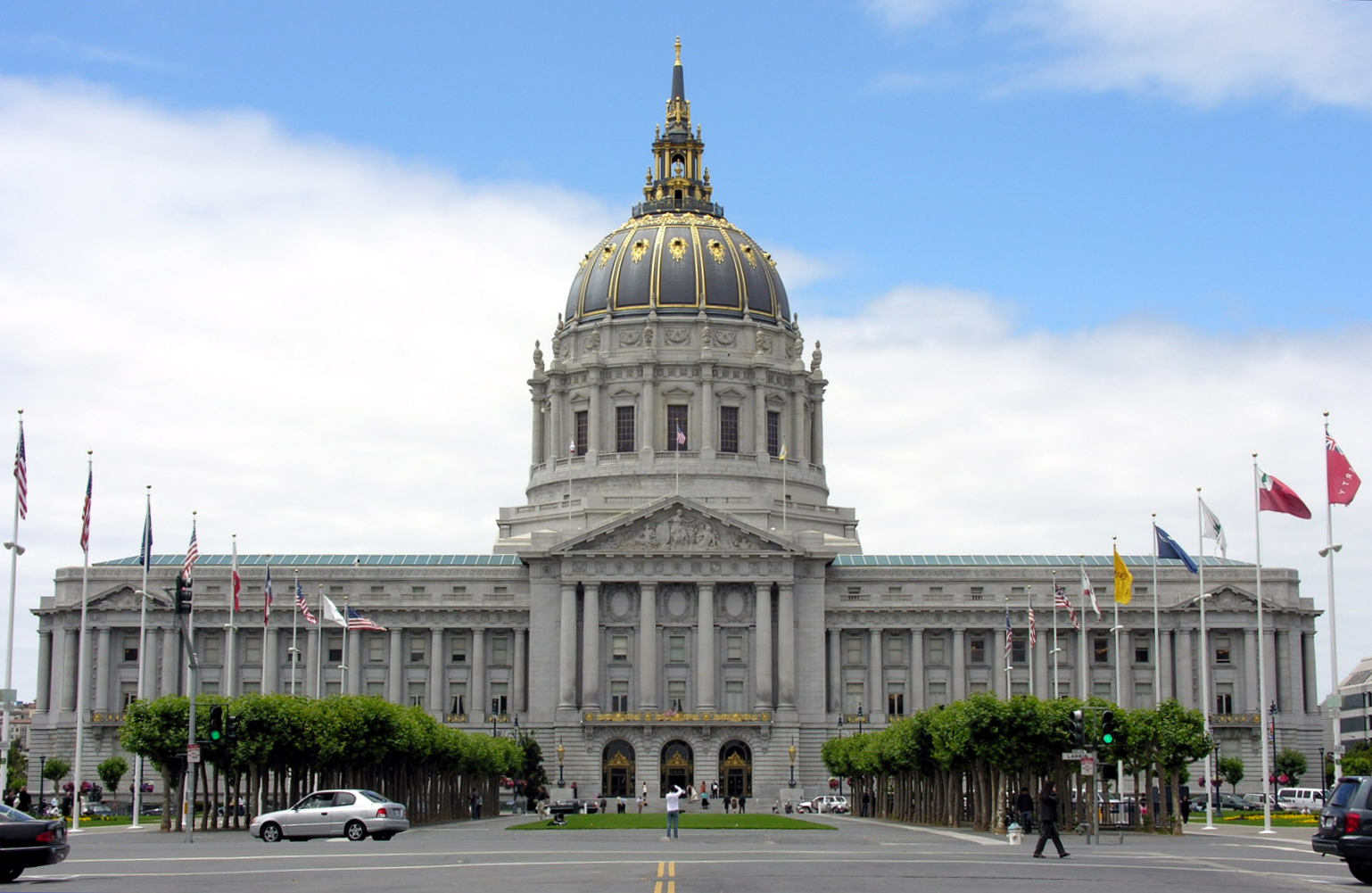
Ayuntamiento de San Francisco, donde tuvieron lugar los asesinatos. El edificio sufrió daños durante los disturbios.

Insatisfecho con las políticas de la ciudad, y en una situación financiera difícil debido a su fracaso en el negocio de la restauración y el bajo salario anual de 9.600 dólares que cobraba como supervisor, Dan White renunció a la Junta de Supervisores de San Francisco el 10 de noviembre de 1978. Sin embargo, después de una reunión con la "Asociación de Oficiales de Policía" y la "Junta Relatores", White anunció que quería volver a recuperar su puesto en el ayuntamiento. Supervisores liberales, vieron esto como una oportunidad para poner fin a la división de "6 a 5" en la Junta que provocaba el bloqueo de las iniciativas progresistas que se querían introducir. Después de la intensa presión ejercida por supervisores Milk y Silver, así como Asambleísta por el Estado Willie Brown, Moscone anunció el 26 de noviembre de 1978, que no vuelve a designar a Dan White como supervisor.
La mañana siguiente, White acudió al ayuntamiento armado con su revólver Smith & Wesson de calibre 38 y con diez cartuchos extra de munición en el bolsillo de su chaqueta. Para evitar el detector de metales, entró en el edificio a través de una ventana del sótano y se dirigió al despacho del alcalde Moscone. Tras una breve discusión, disparó contra éste un tiro en el hombro, otro en el pecho y después dos veces más en la cabeza. White volvió a su antiguo despacho, cargó de nuevo su pistola y le pidió a Milk que pasara dentro. La entonces supervisora Dianne Feinstein escuchó los disparos y llamó a la policía, que encontró a Milk tendido en el suelo con cinco disparos.

## Disturbios

### El veredicto a Dan White
El 21 de mayo de 1979, White fue declarado culpable de "homicidio por emoción violenta" (voluntary manslaughter) en contra del alcalde Moscone y del supervisor Harvey Milk. El fiscal acusador había solicitado para White el cargo de "asesinato en primer grado" con "circunstancias especiales", lo que habría permitido inclusive la pena de muerte en el marco de los términos de una reciente ley aprobada en el estado de California: la Proposición 7. Dichas "circunstancias especiales" fueron que el alcalde Moscone había sido asesinado con el fin de bloquear el nombramiento de una persona para cubrir el puesto que Dan White había dejado vacante con su dimisión, y que por ello murieron dos personas.
La condena de White se redujo debido en parte a lo que se conoció como la "defensa del Twinkie" (pastelillo), un veredicto que provocó la indignación en la comunidad. La "defensa del pastelillo" fue presentada por un psiquiatra ante el jurado, argumentando que White tenía disminuida su capacidad de raciocinio debido a la depresión que arrastraba. Las grandes cantidades de comida basura consumida por White fueron citadas como un agente provocador de su estado mental. También se había declarado que los azúcares refinados presentes en la dieta de White antes de la matanza podía haber estimulado la depresión. La composición del jurado se consideró también un factor, ya que estaba compuesto en su mayoría por hombre y mujeres de la clase obrera, predominantemente católica, heterosexual, y de raza blanca, al igual que Dan White. Este era el segmento poblacional de la ciudad que sentía simpatía por el acusado. El jurado escuchó una grabación de la confesión de White, que consistía en una muy emotiva queja sobre la presión a la que estaba sometido, y los miembros del jurado, en plena simpatía hacia el reo, empezaron llorar.
White representaba a la "vieja guardia" de San Francisco,grupo de población que desconfiaba de la influencia de los grupos minoritarios en la ciudad y representaba a una más conservadora y tradicional visión de la urbe, que se contraponía a la visión que tenían las fuerzas más liberales como Moscone y Milk, y creía que sus valores tradicionales se estaban erosionando. Conjuntamente, el Departamento de Policía de San Francisco y el Departamento de Bomberos recaudaron más de 100.000 dólares para los costes de la defensa de White, lo cual enfureció a la comunidad lgtb. A White, finalmente, el veredicto del jurado le impuso la condena más leve posible: homicidio por emoción violenta y fue condenado a siete años y ocho meses en la prisión de Soledad. No obstante, por buen comportamiento en prisión, White tuvo la oportunidad de estar en libertad tras cumplir dos tercios de su condena, poco más de cinco años. Al escuchar el veredicto, el fiscal de distrito Joseph Freitas, Jr., dijo: "Fue una decisión equivocada. El jurado estaba abrumado por las emociones y no analizan suficientemente la evidencia de que esto fue deliberado: un asesinato premeditado". En defensa de su cliente, el abogado de White, Douglas Schmidt, declaró que el condenado "está lleno de remordimiento y creo que está en muy malas condiciones."
White confirmaría más tarde que los asesinatos sí fueron premeditados. En 1984, dijo el ex inspector de policía Frank Falzon que White no solo había planeado matar a Moscone y Milk, pero también tenía planes para matar al asambleísta Willie Brown y a la supervisora Carol Ruth Plata, pues creía que los cuatro políticos estaban tratando de bloquear su reincorporación como Supervisor.

### Marcha a través de El Castro
"Hoy a Dan White le han dado una palmadita en la espalda. Fue declarado culpable de homicidio emocional. ¿Qué te puede pasar si disparas y te hechas a correr?. Todos sabemos que esa violencia nos ha tocado a cada uno de nosotros. No fue un homicidio, yo estaba allí en ese ayuntamiento. Ví con qué violencia lo hizo. NO fue un homicidio emocional, fue un asesinato"
Cleve Jones

Cuando dieron el veredicto, el amigo de Milk y activista Cleve Jones se dirigió ante una audiencia de alrededor de quinientas personas que se habían reunido en la Calle Castro, contándoles la sentencia. Con gritos de "Fuera de los bares, todos a la calle", Jones condujo a una multitud por la Calle Castro, multitud a la que se iban sumando las personas que iban saliendo de cada bar. La multitud le rodeó y marchó de nuevo por El Castro, sumando alrededor de mil quinientas personas.
En una entrevista en 1984, Jones afirmó que: "La rabia en el rostro de la gente; Vi a gente que conocía desde hacía años, y estaban tan furiosos. Eso para mí era la cosa más espantosa. Todas estas personas que yo conocía del barrio, los chicos de la esquina, esta gente con quienes había viajado en autobús, estaban justo ahí, pidiendo sangre a gritos".

### Violencia en el ayuntamiento

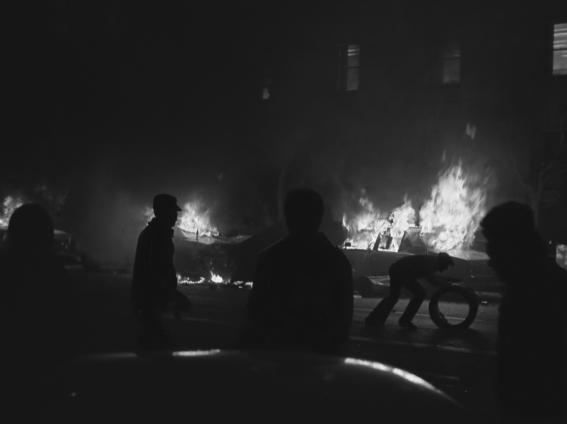
Manifestantes causando daños a la propiedad en la Plaza del Centro Cívico. Al fondo se ven coches de policía ardiendo. Imagen tomada por Daniel Nicoletta.

En el momento que la multitud llegó al ayuntamiento, el número había aumentado a más de cinco mil personas. Los manifestantes gritaban consignas como "Muerte a Dan White" y "Déjalo Dianne", en clara referencia a la alcaldesa en funciones Dianne Feinstein. El grupo de oficiales de policía en servicio no estaba seguro de cómo lidiar con la situación, y el Departamento de Policía, que no estaba acostumbrado a tratar con una muchedumbre de personas LGBT furibundas y agresivas, no estaba seguro de cómo proceder. Los manifestantes estaban convencidos de que la policía y la fiscalía habían conspirado para evitar una sentencia severa contra White, aunque el fiscal Thomas Norman lo negó varias veces hasta su muerte.
Miembros de la multitud rompieron los ornamentos dorados de las puertas de hierro forjado de las puertas, que luego usaron para romper las ventanas del primer piso. Varios amigos de Harvey Milk intentaron contener a la multitud, entre ellos su expareja Scott Smith. Al otro lado de la plaza del centro cívico, apareció una concentración de efectivos policiales y trataron de retener a la muchedumbre, éstos se fueron sentando. Sin embargo los oficiales de policía no se habían dado cuenta de que simplemente estaban frenando a la multitud y comenzaron a atacarles con porras.
Un joven pateó y rompió la ventana de un coche de policía, encendió una caja de fósforos, la tiró dentro y prendió fuego a la tapicería. Al poco rato, el tanque de gasolina explotó. Más de una docena de coches de policía y otros ocho automóviles serían destruidos de forma similar. Varios manifestantes lanzaron gases lacrimógenos -que habían robado de los coches de policía- contra los mismos agentes. Los disturbios comenzaron a aflorar, con una multitud interrumpiendo el tráfico y rompiendo ventanas de automóviles y los cristales de los escaparates de las tiendas. El tranvía quedó desactivado cuando sus cables aéreos fueron derribados, y estalló la violencia contra los policías, que fueron superados en número. El jefe de policía Charles Gain, de pie en el Ayuntamiento, ordenó a los oficiales para atacar y que mantengan la posición.
La alcaldesa Feinstein y la supervisora Carol Ruth Silver se dirigieron a los manifestantes en un intento de calmar la situación. La alcaldesa manifestó que había recibido la noticia de la sentencia con incredulidad, y la supervisora Silver dijo: "Dan White ha cometido un asesinato, es tan simple como eso". Siver resultó herida por un objeto que fue arrojado [21]. Más de 140 manifestantes resultaron heridos.

### Represalias policiales
Tras casi tres horas de gritos de la multitud enfurecida, los funcionarios de policía se dispusieron a sofocar el motín por la fuerza. La policía había cubierto los números de sus placas con cinta negra para evitar cualquier identificación, y los manifestantes atacaron. Decenas de agentes se adentraron entre los manifestantes utilizando gases lacrimógenos para obligarles a desplazarse lejos del edificio. Los policías se vieron sorprendidos, cuando los manifestantes les respondieron usando como armas ramas de árboles; metales arrancados de los autobuses urbanos y trozos de asfalto arrancado de las calles. El hombre que incendió el último coche de policía le gritó a un reportero: "¡Asegúrate de poner en tu periódico que comí demasiados Twinkies!". Sesenta oficiales resultaron heridos e hicieron cerca de dos docenas de arrestos.
La segunda etapa de la violencia fue una redada policial horas después de disturbios en el barrio predominantemente gay de El Castro, que destrozó el bar "Elephant Walk" y dejó heridos a muchos de sus cliente Después de que se restableció el orden en el Ayuntamiento, las furgonetas de policía transportaban a decenas de policías dentro del barrio de El Castro. Entraron en un bar gay llamado "Elephant Walk", a pesar de tener órdenes de no hacerlo. Al grito de "sucios hijos de puta" y "maricones enfermos" procedieron a destruir el gran ventanal del bar y atacar a la clientela. Después de quince minutos de la policía se retiró del bar y se unió a otros oficiales que estaban atacando indiscriminadamente a los homosexuales en la calle. El incidente duró casi dos horas.
Cuando el Jefe de Policía Charles Gain se enteró de la incursión no autorizada en el bar "Elephant Walk", se dirigió de inmediato al lugar y ordenó a sus hombres que se fueran. Más tarde, esa noche, el reportero independiente Michael Weiss vio a un grupo de oficiales de policía celebrando en un bar del centro de la ciudad: "Estábamos en el ayuntamiento el día de los asesinatos y estábamos sonriendo", decía un oficial; "estábamos allí esta noche y aún seguimos sonriendo"
Al menos sesenta oficiales de policía y unos cien gays fueron hospitalizados en el curso de los distubios.

### Repercusiones
A la mañana siguiente los líderes gay se reunieron en una sala de reuniones en el Centro Cívico. El supervisor de Harry Britt, que había sustituido a Milk, junto con los gays más militantes del "Club Democrático Harvey Milk", dejó en claro que no había nadie a quien pedir disculpas por los disturbios. Britt informó en rueda de prensa, "la gente de Harvey Milk no tiene nada de qué disculparse. Ahora la sociedad va a tener que tratar, no con nosotros tan agradables como pequeñas hadas que tienen salones de peluquería, sino como personas capaces de la violencia. No vamos a poner a otro Dan White más." Los periodistas se sorprendieron de que un funcionario público podría tolerar los actos violentos de la noche anterior, esperando una disculpa por parte de Britt. Los intentos posteriores de encontrar un líder gay que daría una declaración de disculpa no tuvieron éxito.
Esa noche, el 22 de mayo, habría sido el 49 cumpleaños de Harvey Milk. Funcionarios de la ciudad habían considerado la revocación de la licencia para una concentración ciudadana prevista para esa noche, pero decidieron permitirla por temor a desencadenar más violencia. Los funcionarios declararon que la manifestación podría canalizar la ira de la comunidad en algo positivo. La Policía de San Francisco y ciudades vecinas fueron puestos en alerta por la alcaldesa Feinstein, y Cleve Jones coordinó los planes de contingencia con la policía, y pusieron unos trescientos monitores para vigilar a la multitud. Aproximadamente 20.000 personas se reunieron en las calles Castro y Market, donde el ambiente era "enojado, pero tenue." Oficiales de control de la multitud desde la distancia. Sin embargo, la multitud participan en una celebración pacífica de la vida de Milk. Los asistentes bailaron música disco popular, bebiendo cerveza y coreando un tributo a Harvey Milk.
En esa misma noche, cerca de un centenar de personas realizaron durante unas tres horas una concentración en Sheridan Square en Manhattan para protestar por el veredicto. Alrededor de unos veinte agentes vigilaron la protesta que comenzó a las 8 de la tarde, pero no hubo detenciones. Una vigilia con velas estaba prevista para dos días antes, organizada por la Coalición por los derechos de Lesbianas y Gays y por la "National Gay Task Force".
El 14 de octubre de 1979, alrededor de 100.000 personas se manifestaron en Washington a favor de los derechos LGTB. Muchos cargaron retratos de Harvey Milk y pancartas en honor a su legado. Manifestación que Milk había tenido la intención de organizar, pero que en cambio fue un homenaje a su vida.
Dan White fue excarcelado el 14 de enero de 1984 después de cumplir cinco de los siete años de condena. A la noche siguiente a su excarcelación, 9.000 personas se manifestaron por la Calle Castro y quemaron imágenes suyas. Las autoridades temían un intento de asesinato y, en respuesta, Scott Smith, instó a la gente a no tomar represalias violentas. Dijo: "Harvey estaba en contra de la pena de muerte. Harvey no era un ser violento".
Dan White, a instancias de las autoridades ediles de San Francisco, se mudó a Los Ángeles una vez liberado. Poco después se divorció de su esposa, pero se suicidó por intoxicación de monóxido de carbono el 21 de octubre de 1985. Se encerró en el coche con una manguera puesta en la ventanilla, conectada al tubo de escape del vehículo, que se llenó de monóxido de carbono. La alcaldesa Feinstein dijo: "Esta última tragedia debe cerrar un capítulo muy triste en la historia de esta ciudad". Según el abogado del Condado de Orange, Jeff Walsworth, Dan White había expresado su arrepentimiento en febrero de 1984.

## Causas

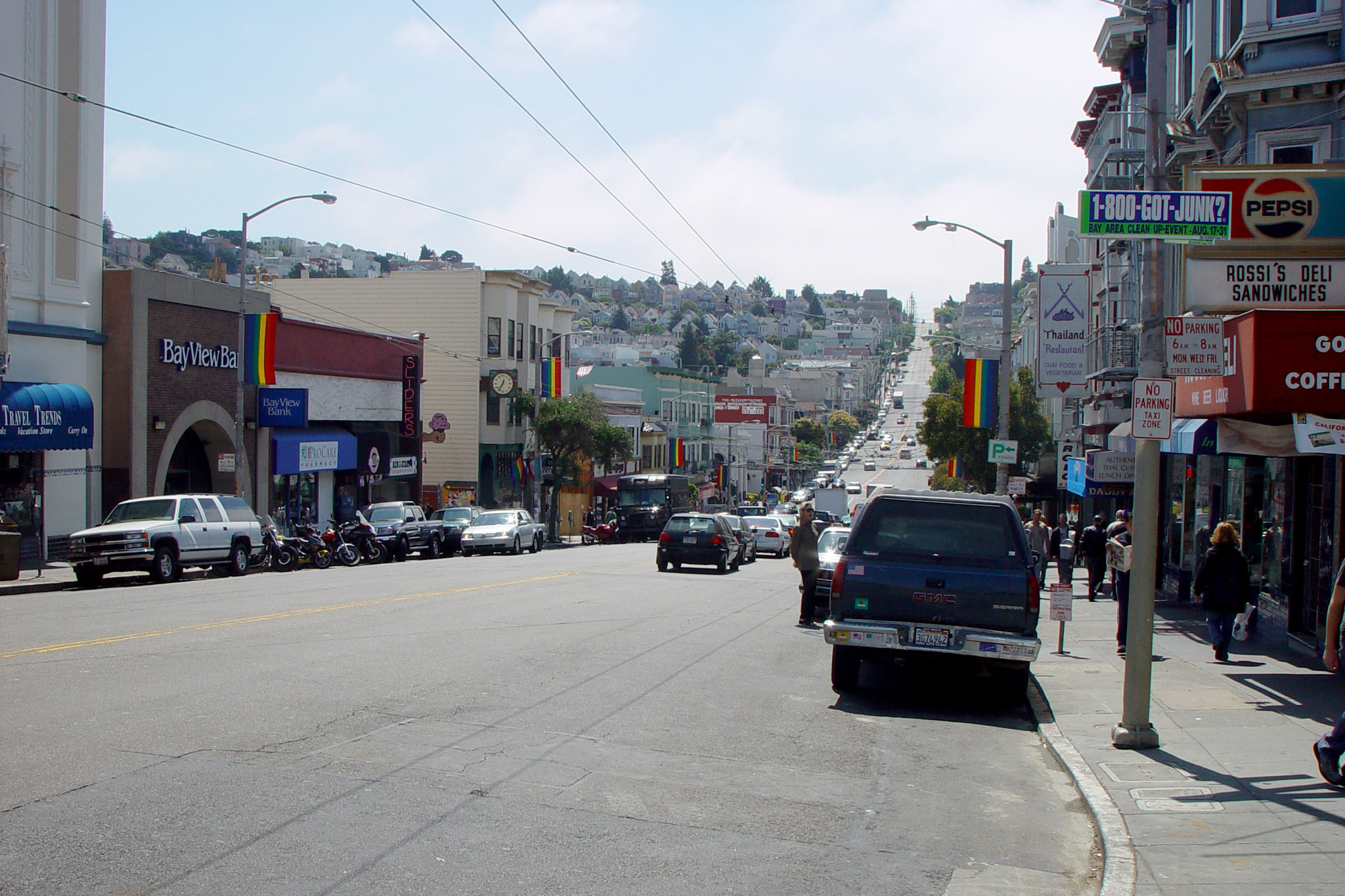
El distrito Castro de San Francisco, pronto acogió a la emergente comunidad LGBT.

La comunidad LGBT tenía un largo historial de conflictos con el Departamento de Policía de San Francisco. Tras la II Guerra Mundial, los bares gay eran objeto de frecuentes incursiones e intentos del Departamento de Control de Bebidas Alcohólicas de revocarles sus licencias de alcohol. Ellos fueron acusados de servir alcohol a los homosexuales, lo cual era un delito en aquel entonces.
El creciente poder político y económico de la comunidad LGBT, entraba en conflicto con lo establecido, pero más disminuidos en número de las instituciones conservadoras como la policía y los bomberos. En 1971, la policía estaba arrestando a un promedio de 2800 hombres por cargos de sexo en público; por el contrario, sesenta y tres de tales detenciones se hicieron en Nueva York. Muchos cargos fueron desestimados debido a que el delito se producía por instigación, aunque varios hombres fueron condenados a duras penas.
Cuando Dan White fue declarado culpable de homicidio involuntario, su exitosa defensa de la disminución de capacidad, había enfurecido a la comunidad LGBT. Que la policía y el departamento de bomberos habían costeado dicha defensa, provocando que la comunidad enfocara al gobierno de la ciudad como culpable, especidalmente al Departamento de Policía de San Francisco.

## Efecto sobre las políticas en San Francisco

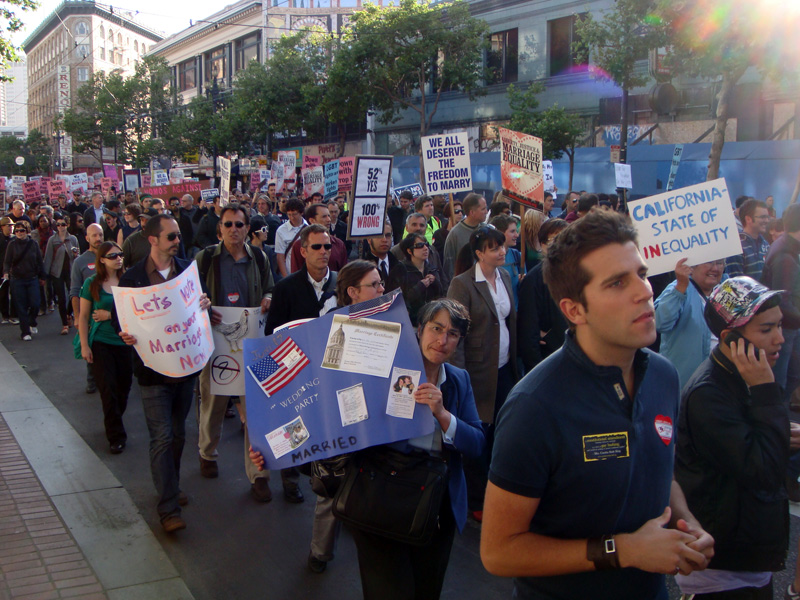
Manifestación en el día de toma de decisión de la Proposición 8, en las calle Market, en El Castro

Con las elecciones municipales de 1979 que ocurrieron solo meses después de los disturbios, prominentes líderes homosexuales temían una reacción violenta en las urnas. las elecciones continuaron sin incidentes, y a la comunidad gay le fue mejor de lo esperado, ejerciendo una influencia sin precedentes. A pesar de que el candidato gay a la alcaldía David Scott era prácticamente desconocido, quedó tercero en las elecciones con un gran número de votantes, su campaña fue lo suficientemente fuerte como para obligar a la alcaldesa en funciones Feinstein a luchar en una segunda vuelta contra el supervisor conservador Quentin Kopp. Las promesas de Feinstein para nombrar a más personas homosexuales a cargos públicos, y su gran campaña en el Castro, le aseguró el apoyo suficiente de la comunidad gay para darle un mandato completo como alcaldesa.
Una de las primeras acciones de Feinstein al frente de la alcaldía fue anunciar el nombramiento de Cornelius Murphy como el nuevo Jefe de la Policía. Murphy declaró que los coches de policía ya no serían de color azul polvo, sino que serían negros y blancos volviendo a su color tradicional. Esto complace a los efectivos, y la renovada confianza en el liderazgo de la policía. Murphy también se comprometió a mantener la política progresista hacia los homosexuales que su predecesor había aplicado. En 1980, uno de cada siete nuevos reclutas de la policía era gay o lesbiana. En una de sus últimas apariciones públicas, el saliente jefe de policía Charles Gain declaró que esperaba ver el día en que San Francisco habría tanto gay y un alcalde Jefe de Policía. En octubre de 1985, una organización de personal de aplicación la ley gay en California, el Golden State Peace Officers Association, ha incorporado como una organización sin ánimo de lucro. Fue fundada por el Art Roth, un policía de Oakland oficial que estaba presente en la noche de los disturbios.
30 años después del veredicto de culpabilidad de Dan White, el Tribunal Supremo de California deliberaba sobre la decisión de un caso. El caso fue el intento de revertir la Proposición 8, a la que se había añadido la frase "Sólo el matrimonio entre un hombre y una mujer es válido o reconocido en California". El artículo I; sección 7.5 de la Constitución del Estado de California. Esta iniciativa electoral aprobada en 2008, eliminó el derecho de las parejas del mismo sexo a contraer matrimonio en el Estado.
A finales de mayo de 2009, mientras que la Corte estaba preparando su veredicto, surgieron rumores en Internet que alcalde de San Francisco Gavin Newsom había pedido al tribunal que no anunciará su decisión el 21 de mayo. Se sugirió que ha hecho esta petición para que el anuncio no coincidiría con el 30 aniversario de los disturbios de por los asesinatos de Dan White (White Night Riots). El Director de Comunicaciones de San Francisco, Nathan Ballard publicó un comunicado de prensa el 20 de mayo, declarando que el rumor era falso. El 26 de mayo, el tribunal confirmó la validez de la Proposición 8, pero dictaminó que los 18.000 matrimonios que ya se habían realizado seguirían teniendo validez.

## Efectos sobre el movimiento contra el sida

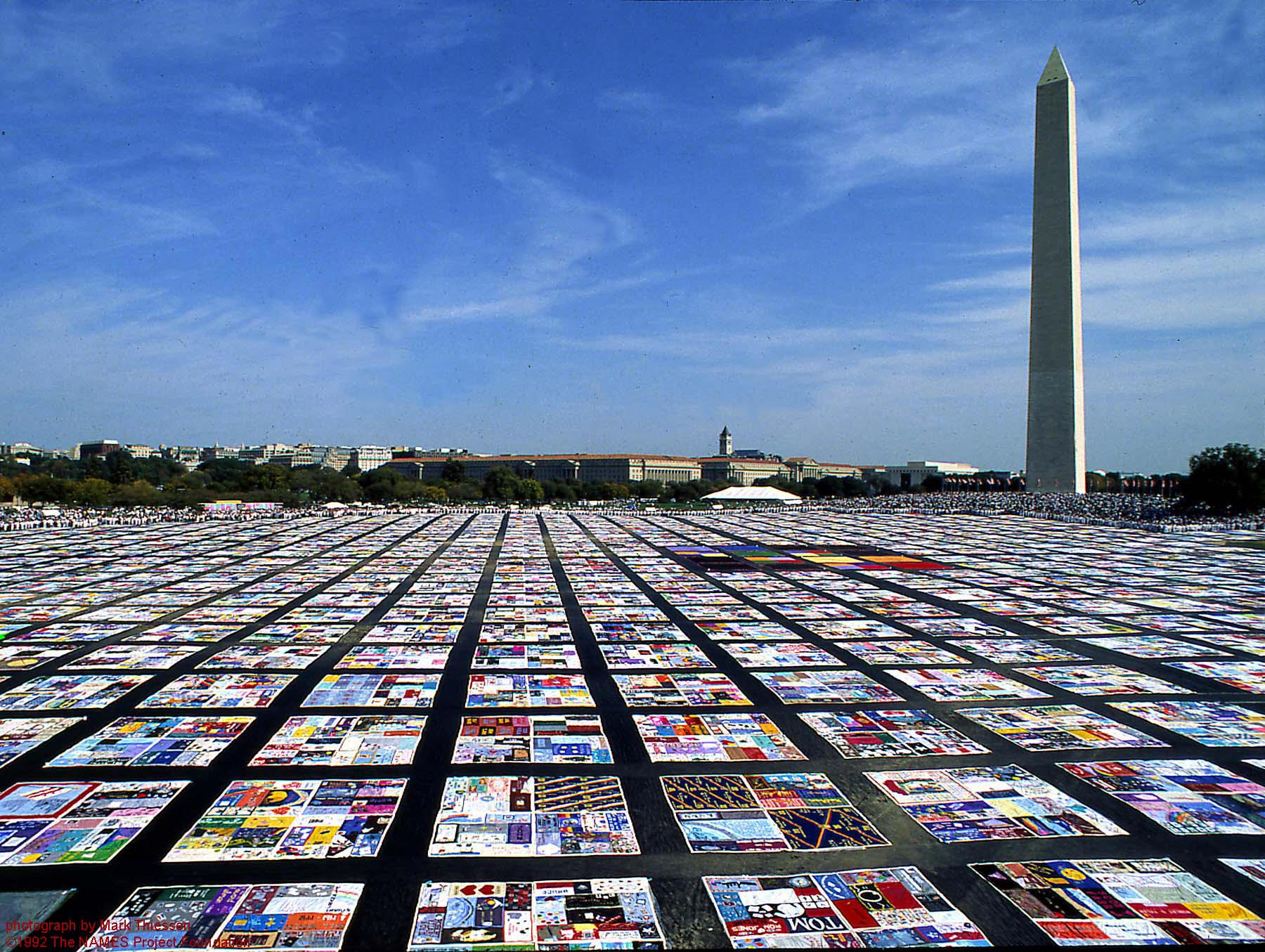
La colcha NAMES Project AIDS, representa a los fallecidos por el SIDA, frente al Monumento de Washington.

Cleve Jones jugó un papel importante en la investigación de los disturbios, y se había convertido en un destacado activista. Dejó la escuela para trabajar como asesor legislativo de la Asamblea Estatal de California junto a especialistas como Leo McCarthy y Willie Brown. Él también pasó tiempo en la organización de campañas políticas. En 1981, mientras trabajaba como asesor de la Asamblea de California, el Comité de Salud del Estado, se dio cuenta de los hombres gay en San Francisco de contraer enfermedades poco comunes, como el sarcoma de Kaposi. La comunidad gay finalmente fue seriamente afectada por la epidemia de SIDA, y Jones se convirtió en un activista contra el SIDA. Cleve Jones, es fundador de la Fundación para la investigación del Sarcoma de Kaposi, que en 1982 se convirtió en la San Francisco AIDS Foundation. El 27 de noviembre de 1985, en una vigilia con velas en el aniversario de los asesinatos de Milk y Moscone, Jones se enteró de que 1.000 personas había muerto de SIDA. Propuso la creación de un edredón, en recuerdo de los que habían muerto. En 1987, Jones, puso en marcha La colcha NAMES Project AIDS. A partir de 2009, consiste en la colcha más de 44.000 paneles individuales. En una entrevista en 2004, Jones dijo que "pensé, lo que es un símbolo perfecto, lo que un ambiente cálido, confortable, de clase media, tradicional familia de los valores de símbolo para adjuntar a esta enfermedad que es matar a los homosexuales y los usuarios de drogas intravenosas y los inmigrantes haitianos, y quizás, sólo quizás, podríamos aplicar esos valores tradicionales de la familia a mi familia."